# Arena rock
Arena rock (også kendt som Adult-oriented rock og AOR) er en undergenre af rock som opstod i de senere 1970'er og tidlige 1980'er som en sammensmeltning af hård rock, poprock og progressiv rock. Det er karakteriseret ved en rig, lagdelt lydende, glat produktion og en tung tillid til kommercielle melodiske hooks, hvilket ledte til dets kæmpe popularitet i de senere 1970'er og tidlige 1980'er. Arena rock er almindeligt sammenflettet med, men fremtrådte fra det amerikanske "Adult-oriented rock"-fm-radioformat, også kaldt AOR, hvilket ikke kun spillede arena rock, men også albumnumre og "dybe klip" fra en bred vifte af andre rockgenrer.
Arena rock-sange er næsten altid synthesizer og elektrisk guitar-drevet og indeholder virkelig ofte harmoniseret vokaler. De iørefaldende omkvæd kombineret med relative korte sanglængder gør arena rock en virkelig radiovendlig genre. Sangene er mere melodiske end ligefrem, almindelig hård rock, men hårdere kantet end det meste poprock.
Nogle af de tidligste (og også de mest velkendte) arena rock-bands indeholder navne som Asia, Boston, Foreigner, Journey, Survivor og Toto, med sange såsom Bostons "More Than a Feeling" og Totos "Africa (Toto sang) +Africa" blev enormt populære radioklammer (den sidste viser den lysere side af stilarten mere beslægtet til softrock).
Selvom arena rock oplevet en nedgang i popularitet i 1990'erne, var der en underjordisk genopblussen i 2000'erne med akter såsom Brother Firetribe og Place Vendome.